# Thandiswa Mazwai
Thandiswa Mazwai, née le 31 mars 1976 dans le Transkei, est une chanteuse et compositrice sud-africaine.

## Biographie
Mazwai est née dans l'est de la province du Cap, dans ce qui était alors le bantoustan du Transkei. 
Sa mère, Belede Mazwai, et son père ,Thami Mazwai, tous deux Xhosa, étaient journalistes et militants anti-apartheid. Elle a grandi à Soweto. 
Inspirée par Hugh Masekela, elle s'est intéressée à la musique. Elle a étudié la littérature anglaise et les relations internationales à l'université du Witwatersrand. Parmi ses modèles politiques figurent Steve Biko, Frantz Fanon, Chinua Achebe et Kwame Nkrumah.
Elle fait ses débuts professionnels en 1993 dans la production SA Love au Market Theatre. 
En 1996, elle devient la chanteuse du groupe Jacknife, un trio avec Kimon Webster et Themba Smuts, l'un des premiers musiciens de kwaito. Elle est également chanteuse dans un groupe appelé Bongo Maffin, jouant lui-aussi dans le style kwaito, et enregistre aussi dans d'autres styles de musique. « Dans les années 1994-95, nous étions très jeunes », raconte-t-elle « c'était une période très intéressante en Afrique du Sud. C'était le tout début de notre liberté ». En 1997, elle devient la chanteuse principale du groupe  qui enregistre cinq albums pendant cette période, reçoit plusieurs prix et joue avec des musiciens tels que Stevie Wonder, Ladysmith Black Mambazo, Chaka Khan et Sean Paul.
En 2004, le premier album solo de Mazwai, Zabalaza (qui signifie Rebellion) sort. Elle se voit décerner deux disques de Platine. Elle reçoit également un Kora Award dans la catégorie meilleure chanteuse africaine et deux prix pour Zabalaza aux South African Music Awards, dont celui de meilleur album. En 2005, elle participe à l'album de Bongo Maffin, New Construction. En 2010, elle se produit lors de la cérémonie d'ouverture de la coupe du monde de Football 2010. Son album Delede, du nom de sa mère, contient des reprises de chansons de jazz et de chants de révolte sud-africains.
Elle a une fille.

## Style musical
Dans sa musique, elle combine des rythmes traditionnels xhosa et des sonorités typiquement africaines, avec du mbaqanga, du kwaito, et de la house music. Beaucoup de ses textes abordent des thèmes politiques. Parfois, elle apparaît avec un bâton traditionnel à la main. Elle a travaillé avec de nombreux musiciens sud-africains tels que Hugh Masekela, Busi Mhlongo et Stimela. Elle a également participé à la tournée du 25e anniversaire de l'album Graceland avec Paul Simon.
Le journal britannique The Guardian a mis en avant sa voix.

## Récompenses en tant qu'artiste solo
- 2004 : Kora Award en tant que Meilleure artiste féminin, Africa
- 2004 : Kora Award comme Meilleure artiste féminin d'Afrique australe.
- 2005 : South African Music Award en tant que Meilleure artiste féminin
- 2005 : South African Music Award: Meilleur album africain contemporain pour Zabalaza
- 2010 : South African Music Award de la Meilleure artiste féminin
- 2010 : South African Music Award : Meilleur album africain contemporain pour Ibokwe
- 2011 : South African Music Award de la Meilleure artiste féminin
- 2011 : South African Music Award : Meilleur DVD de Danse Contemporaine , pour Dance of the Forgotten Free

## Discographie (principaux albums)
- 2004 : Zabalaza (Universal Music)
- 2009 : Ibokwe (Gallo)
- 2010 : Dance of the Forgotten Free (Gallo, Live-DVD)
- 2016 : Belede (Gallo)
- 2024 : Sankofa[8] (Universal Music)